# 尾口村
尾口村（おぐちむら）は、かつて石川県の南部に位置していた村である。白山の登山口として知られていた。
2005年1月の時点で人口が石川県内では最少、日本国内では30番目に少ない村であった。
2005年2月1日に、野々市町を除く石川郡を構成する町村、ならびに松任市と合併し、白山市になった。

## 地理

### 自然地理
白山国立公園の主峰・大汝峰 (2684m) を境に、南東は岐阜県白川村、西南は旧白峰村、西側は小松市・旧鳥越村に、北側は旧吉野谷村と接していた。1000m〜2000m級の山々が連なっているため、耕地や宅地に適した土地は総面積のおよそ2％に過ぎない。起伏の激しい地形が多いため、集落は白山から流れる手取川とその支流の尾添川が形成した小規模な河岸段丘や川沿いの山腹斜面に点在している。
尾口村の植生は、標高400mから1600mに至る山地帯から、標高2000m以上の高山帯にかけて展開している。また、村の東側は、全面積のほぼ半分が白山国立公園に指定されている。そのため、夏にはクロユリやハクサンコザクラなどの高山植物が群生を形成するとともに、イヌワシやニホンカモシカなどの多様な動植物が残されている。
また、世界有数の豪雪地帯である。
- 山
  - 白山(大汝峰)
  - 四塚山　2519m
  - ショウガ山　1623m
  - 三村山　1258m
- 河川
  - 手取川
  - 尾添川
- 湖沼・ダム
  - 手取湖 （手取川ダム）

### 隣接する自治体
- 石川県
  - 石川郡 ： 吉野谷村 - 鳥越村 - 白峰村
  - 小松市
- 岐阜県
  - 大野郡 ： 白川村

## 歴史
古くは、縄文時代中期中葉の古府式期につくられた遺跡が女原と尾添で発掘されている。
しかし、水稲が伝播したころから水田を作りやすい平野部に人が移ったため、過疎が進んでいく。その後、一帯には人々が集団生活を送っていた形跡はほとんどなく、史料の残る中世にまで歴史を譲ることとなる。
中世になると、日本三霊山のひとつ白山の杣取権（白山禅頂の社殿造営権）を巡って加賀・越前・飛騨の村で争いがたびたび起こった。1655年には加賀・越前両藩の間で争いが起こり、徳川幕府が仲裁をおこなうこととなる。最終的には、加賀藩主前田綱紀の岳父保科正之の斡旋によって1668年から白山麓十八ヶ村（東谷11ヶ村：瀬戸・女原・二口・五味島・釜谷・鴇ヶ谷・深瀬・下田原・島・風嵐・牛首、西谷5ヶ村：杖・小原・丸山・須納谷・新保、尾添谷：荒谷・尾添）は天領となった。
明治維新を迎え、白山麓十八ヶ村は1870年（明治3年）12月に本保県に入る。続いて1872年（明治5年）11月には石川県能美郡に含められ、石川県の管轄となった。　

### 沿革
- 1889年4月1日
町村制の施行により、能美郡女原村、東二口村、瀬戸村、東荒谷村、尾添村、五味島村、釜谷村、深瀬村及び鴇ヶ谷村の区域をもって、能美郡尾口村が発足する。
尾添と東二口から一文字ずつとって尾口村と命名。
487戸・人口2085人。
- 1920年　尾添で全戸数の8割を消失する火災発生。その救済事業として、時の郡長・松本源祐から郡費補助を受けて白山登山新道を整備するとともに、岩間温泉を開く。
- 1949年　郡を石川郡に変更する。
- 1963年　38豪雪。
- 1977年　白山一里野温泉スキー場開設。白山スーパー林道開設。
「でくまわし」が国の重要無形民俗文化財に指定。
- 1979年　手取川ダム完成。
釜谷・深瀬・五味島・鴇ヶ谷の4集落およそ100戸が水没。
代替地の鶴来町深瀬新町等へ移住。
- 1981年　56豪雪。尾口村役場前で4.4m、一里野温泉スキー場で5m以上の積雪を記録し、スキー場は閉鎖された。
- 1985年　村民アンケートの結果を基に「尾口村民憲章」「村木(すぎ)」「村花(山ゆり)」「村鳥(うぐいす)」を制定。
- 1987年　昭和9年以来廃道となっていた加賀禅定道が復元。
- 1988年　第1回一里野音楽祭開催。
- 1991年　白山瀬女高原スキー場開設。
尾添川で日本最古級の恐竜化石(イグアノドンのひ骨)発見。
- 1993年　「おぐち」と「おくち」の二通りあった尾口村の呼称が、村当局と村民アンケートの結果から「おぐち」に決定。
- 1994年　集団移住が縁で交流を続けてきた石川県門前町と友好町村締結。
（1668年に天領となる際、加賀藩残留を希望した村民が門前町へと移住した）
- 1997年　県内初のスキージャンプ台「一里野シャンツェ」が供用開始。
- 1999年　「Eメール村民制度」がスタート（2005年1月現在、村民は3800人を超える。なお、2005年2月の市町村合併に伴い廃止された）。
- 2005年1月16日　白山市への合併に向け、閉村式が行われた。

## 行政

### 村長
| 代 | 人                       | 氏名         | 就任                       | 退任                       | 備考             |
| -- | ------------------------ | ------------ | -------------------------- | -------------------------- | ---------------- |
| 1  | 1                        | 佐藤清治郎   | 1889年（明治22年）?月?日   | 1891年（明治24年）3月10日  |                  |
| 2  | 2                        | 小西義成     | 1891年（明治24年）4月1日   | 不詳                       |                  |
| 3  | 3                        | 鈴木金次郎   | 1892年（明治25年）4月5日   | 不詳                       |                  |
| 4  | 4                        | 山崎磯右衛門 | 1892年（明治25年）10月29日 | 不詳                       |                  |
| 5  | 5                        | 京正源之助   | 1893年（明治26年）5月11日  | 1894年（明治27年）1月15日  | 公民権停止       |
| 6  |                          | 鈴木金次郎   | 1894年（明治27年）2月2日   | 不詳                       |                  |
| 7  |                          | 京正源之助   | 1895年（明治28年）5月9日   | 1896年（明治29年）4月29日  |                  |
| 8  | 6                        | 山内円覚     | 1896年（明治29年）5月11日  | 不詳                       |                  |
| 9  |                          | 鈴木金次郎   | 1896年（明治29年）6月30日  | 不詳                       |                  |
| 10 | 7                        | 山瀬正俊     | 1899年（明治32年）9月14日  | 1903年（明治36年）9月13日  |                  |
| 11 | 8                        | 猪俣徳松     | 1903年（明治36年）10月10日 | 1904年（明治37年）7月15日  |                  |
| 12 | 9                        | 大谷利五郎   | 1904年（明治37年）8月6日   | 1908年（明治41年）8月5日   |                  |
| 13 | 9                        | 大谷利五郎   | 1908年（明治41年）9月8日   | 1908年（明治41年）10月5日  |                  |
| 14 | 10                       | 夏至善次郎   | 1908年（明治41年）10月6日  | 1912年（大正元年）10月5日  |                  |
| 15 | 10                       | 夏至善次郎   | 1912年（大正元年）11月26日 | 1916年（大正5年）11月25日  |                  |
| 16 | 11                       | 鶴尾佐傳     | 1917年（大正06年）6月8日   | 1921年（大正10年）6月7日   |                  |
| 17 | 11                       | 鶴尾佐傳     | 1921年（大正10年）6月24日  | 1924年（大正13年）8月17日  | 在職中死去       |
| 18 | 12                       | 北浦源左衛門 | 1924年（大正13年）10月1日  | 1925年（大正14年）7月17日  | 辞職             |
| 19 | 13                       | 玄知進       | 1926年（大正15年）5月15日  | 1930年（昭和5年）5月14日   | 山内円覚の子息   |
| 20 |                          | 北浦源左衛門 | 1930年（昭和05年）5月16日  | 1934年（昭和9年）5月15日   |                  |
| 21 |                          | 玄知進       | 1934年（昭和09年）5月21日  | 1938年（昭和13年）5月?日   |                  |
| 22 | 1938年（昭和13年）5月?日 | 玄知進       | 1942年（昭和17年）5月?日   |                            |                  |
| 23 | 1942年（昭和17年）5月?日 | 玄知進       | 1946年（昭和21年）5月20日  |                            |                  |
| 24 | 14                       | 京正為太郎   | 1946年（昭和21年）7月6日   | 1946年（昭和21年）11月26日 | 京正源之助の子息 |
| 25 | 15                       | 佐藤清志     | 1947年（昭和22年）4月5日   | 1951年（昭和26年）4月4日   |                  |
| 26 | 15                       | 佐藤清志     | 1951年（昭和26年）4月23日  | 1955年（昭和30年）4月29日  |                  |
| 27 | 15                       | 佐藤清志     | 1955年（昭和30年）4月30日  | 1959年（昭和34年）4月29日  |                  |
| 28 | 15                       | 佐藤清志     | 1959年（昭和34年）4月30日  | 1963年（昭和38年）4月29日  |                  |
| 29 | 15                       | 佐藤清志     | 1963年（昭和38年）4月30日  | 1967年（昭和42年）4月29日  |                  |
| 30 | 16                       | 佐藤忠吾     | 1967年（昭和42年）4月30日  | 1971年（昭和46年）4月29日  |                  |
| 31 | 16                       | 佐藤忠吾     | 1971年（昭和46年）4月30日  | 1975年（昭和50年）4月29日  |                  |
| 32 | 17                       | 北出甚章     | 1975年（昭和50年）4月30日  | 1979年（昭和54年）4月29日  |                  |
| 33 | 17                       | 北出甚章     | 1979年（昭和54年）4月30日  | 1983年（昭和58年）4月29日  |                  |
| 34 | 17                       | 北出甚章     | 1983年（昭和58年）4月30日  | 1987年（昭和62年）4月29日  |                  |
| 35 | 17                       | 北出甚章     | 1987年（昭和62年）4月30日  | 1991年（平成3年）4月29日   |                  |
| 36 | 18                       | 山崎正夫     | 1991年（平成03年）4月30日  | 1995年（平成7年）4月29日   |                  |
| 37 | 18                       | 山崎正夫     | 1995年（平成07年）4月30日  | 1999年（平成11年）4月29日  |                  |
| 38 | 18                       | 山崎正夫     | 1999年（平成11年）4月30日  | 2003年（平成15年）4月29日  |                  |
| 39 | 18                       | 山崎正夫     | 2003年（平成15年）4月30日  | 2005年（平成17年）1月31日  |                  |

## 経済

### 産業
昭和初期までは、農業・出作り・養蚕業・炭焼きが主流であった。特に炭焼きは、作業効率の良さから村内の男性の仕事として定着し、戦時中には木炭車が登場したことで飛躍的に需要が伸びた。しかし、昭和30年代の燃料革命を境に需要が激減し、衰退した。
また、深瀬では他の集落にはない「桧笠」作りが一大産業としてあった。集落全体が桧笠作りという工業に携わっており、組合を作り、組織的な運営を行っていた。だが、手取川ダム建設で水没対象地区となり、多数の村人が移転したことにより、笠作りに従事する人は激減している。
最近では、スキー場及び温泉施設等のサービス業や建設業に従事する者が多い。

## 地域

### 公共機関

#### 警察
石川県警察鶴来警察署が管轄する。
- 尾口駐在所

#### 消防
松任石川広域事務組合消防本部が管轄する
なお、村内に消防署はない。

#### 上水道
全域を尾口村が供給する。
- 尾口村簡易水道

#### 下水道
尾口村単独の公共下水道が接続される。
- 尾口村公共下水道
  - 一里野終末処理場

#### ゴミ処理
松任石川広域事務組合が、松任市の松任石川環境クリーンセンターで処理する。

#### 電話
金沢市の西日本電信電話（NTT西日本）金沢支店が管轄する。
市外局番は村内全域が0761である。

#### 郵便
- 尾口郵便局 - 〒920

村内には尾添 (おぞう）簡易郵便局が存在したが、2019年8月31日にて一時閉鎖中となっている。村内に集配を行う局はない。

#### 税務
松任市の金沢国税局松任税務署が管轄する。

#### その他
- 国土交通省
  - 手取川ダム管理支所
  - 尾口砂防出張所

### 学校教育
小中併設校である。白山市誕生後の2008年3月に閉校、跡地に建設される白山市立白嶺小中学校に統合。

#### 中学校
- 尾口村立（1校）
  - 尾口中学校

#### 小学校
- 尾口村立（1校）
  - 尾口小学校

### 社会教育

#### 図書館
- 尾口村立図書館

#### 博物館・美術館等
- 尾口村歴史民俗資料館
- 手取川ダム展示館
- 白山自然保護センター 中宮展示館
- でく人形保存資料館

#### ホール・その他の文化施設
- 石川県立白山ろく少年自然の家
- 尾添コミュニティーセンター

#### 体育施設
- 白山一里野温泉スキー場
- 白山瀬女高原スキー場
- 石川県白山一里野シャンツェ

## 交通

### 鉄道
村内を鉄道路線は通っていない。最寄り駅は、北陸鉄道石川線加賀一の宮駅。

### バス
- 加賀白山バス（北陸鉄道グループ）

### 道路
- 一般国道
  - 国道157号
  - 国道360号
- 県道
  - 主要地方道
    - 石川県道53号岩間一里野線
- 一般有料道路
  - 白山スーパー林道
- 道の駅
  - 瀬女

## 観光

### 文化
- 重要無形民俗文化財 東二口でくまわし

### 祭り・イベント
- 一里野音楽祭 （8月）

### 名所・旧跡
- 特別天然記念物 岩間噴泉塔群
- 県指定天然記念物　瀬戸の夜泣きイチョウ
- 白山スーパー林道
- 手取川ダム
- 尾口第一ダム
- ハーブの里おぐち ミントレイノ
- 丸山公園(ホタル群生地)

### 保養・休憩施設
- 国民宿舎 白山一里野荘
- 丸山公園キャンプ場
- 白山一里野RCプラザ

#### 道の駅
- 道の駅瀬女

#### スキー場
- 白山一里野温泉スキー場
- 白山瀬女高原スキー場

#### 温泉
- 岩間温泉
- 白山一里野温泉 （岩間温泉からの引湯）
- 瀬女温泉
- 女原温泉
- 瀬戸丸山温泉

## 出身有名人
- 蜜谷浩弥